# Ripple

Il logo attuale della Ripple

Ripple è un sistema di trasferimento di fondi in tempo reale (Real-time gross settlement), un network per gli scambi in valute e per invio di rimesse, creato nel 2012 da Ripple Labs, all'epoca OpenCoin. Il nome del sistema, per esteso, è Ripple Transaction Protocol, in sigla RTXP (traducibile in italiano come Protocollo di transazione Ripple, o semplicemente Protocollo Ripple).

## Concetto
Si basa su un protocollo internet open source, in cui le transazioni sono registrate su un libro mastro distribuito (la cui integrità e affidabilità sono garantite da un sistema di verifica basato sul consenso, e su una propria valuta digitale, chiamata  XRP). Lo scopo è di rendere possibili transazioni finanziarie gratuite e a livello globale di qualsiasi importo senza chargeback (contestazioni da parte dei titolari di una carta di credito), il sistema si serve di "token" che rappresentano una tradizionale valuta legale (fiat currency), criptovaluta, commodities o qualsiasi altra unità di valore, come i chilometri percorsi nei programmi frequent flyer o i minuti di telefonia mobile.
Ripple è realizzato attorno ad una base di dati pubblica e condivisa, che usa un processo consensuale per la verifica dei pagamenti in un processo distribuito. La rete è decentralizzata e può operare senza l'azienda Ripple. Tra i "validators" ci sono aziende, internet service providers, e il Massachusetts Institute of Technology. Adottato da società come UniCredit, UBS e Banco Santander, Ripple sta iniziando a esser usato come infrastruttura tecnologica da banche e reti di pagamento. American Banker spiega che "dal punto di vista delle banche, libri mastri distribuiti come il sistema di Ripple hanno maggiori vantaggi rispetto a criptovalute come bitcoin", tra cui prezzo e sicurezza.

## XRP
XRP è la valuta nativa della rete Ripple ed esiste solamente in questi sistemi. XRP è divisibile sulla base di 6 posizioni decimali: quindi, la più piccola unità divisionale, chiamata "drop" (goccia), vale 1 milionesimo di 1 XRP (in altri termini, 1 milione di drop equivalente a 1 XRP). Alla nascita furono creati 100 miliardi di XRP, senza ulteriore creazione di base valutaria, come da regole del protocollo. Il sistema è stato progettato come un asset "scarso" che decrementa la sua disponibilità. Non dipende da terze parti per il rimborso, è l'unica valuta della rete Ripple che non comporta un rischio per la controparte, ed è l'unico asset nativo digitale.
XRP ha avuto un valore inferiore a €1,00 fino al 21 dicembre 2017, il 4 gennaio 2018 ha raggiunto il massimo storico di €3,23. Il valore al 7 gennaio 2025 è €2,33.
Le altre valute della rete Ripple sono strumenti di debito. Agli utenti della rete Ripple non è richiesto di usare XRP come mezzo di scambio e di accantonamento del valore. A ogni profilo Ripple, tuttavia, è richiesto di aver una piccola "riserva" di 1 XRP (€2,33 al 7 gennaio 2025). Lo scopo di questa richiesta è discussa nella sezione anti-spam del protocollo Ripple.

## Percezione
Fin dal suo debutto, il protocollo Ripple ha avuto l'attenzione sia della stampa finanziaria che di quella tradizionale di massa. Ripple è stato citato negli articoli settoriali da The Nielsen Company, Bank of England Quarterly Bulletin, NACHA e KPMG, con molti articoli che esaminano l'impatto di Ripple sull'internazionalizzazione del settore bancario. Nell'aprile 2015, American Banker sosteneva che «da un punto di vista bancario, i registri distribuiti come il sistema Ripple presentano diversi vantaggi rispetto alle criptovalute come il bitcoin», inclusa la sicurezza. Come ha scritto la Federal Reserve Bank di Boston, «l'adozione di reti distribuite come Ripple potrebbe aiutare il settore bancario a realizzare elaborazioni più rapide e a migliorare l'efficienza dei pagamenti globali e dei servizi bancari di corrispondenza». Nel 2013 Ken Kurson ha dichiarato a Esquire, a proposito di Ripple come rete di pagamento, che «i grandi marchi di servizi finanziari dovrebbero trattare Ripple come le case discografiche hanno trattato Napster». Nell'agosto 2015, Ripple ha ricevuto il premio come pioniere tecnologico (Technology Pioneer) dal World Economic Forum. Il sito Dealbook che appartiene a New York Times ha osservato nel 2014 che «(Ripple) sta catturando ciò che si è rivelato difficilmente raggiungibile per le valute virtuali: la partecipazione dei giocatori di mainstream al sistema finanziario».